# Kaj Ramsteijn
Kaj Ramsteijn (* 17. Januar 1990 in Zoetermeer, Südholland) ist ein niederländischer Fußballspieler. Seit der Saison 2011/12 steht er beim Ehrendivisionär Feyenoord aus Rotterdam unter Vertrag, ist derzeit jedoch ausgeliehen an den Zweitligisten Sparta Rotterdam.

## Karriere
Ramsteijn spielte in der Jugend zunächst in seiner Heimatstadt Zoetermeer bei DWO. Er wechselte mit zehn Jahren in den Nachwuchs von Feyenoord. In der Saison 2008/09 musste er wegen einer langwierigen Knöchelverletzung mehr als ein halbes Jahr mit dem Fußball pausieren. In der gemeinsamen Rotterdamer Nachwuchsmannschaft Jong Feyenoord/Excelsior spielte er in der Saison 2009/10 zuletzt auch als Mannschaftskapitän. Zur Eredivisie 2010/11 schloss er einen Profivertrag beim Eredivisie-Aufsteiger SBV Excelsior. Seinen ersten Einsatz unter Trainer Alex Pastoor in der ersten Mannschaft hatte er als Einwechsler am 22. September 2010 im Pokalspiel bei WK Emmen. Sein Debüt in der Eredivisie gab der Defensivspezialist, als er am 2. Oktober 2010 in der Schlussphase der Partie gegen Roda JC Kerkrade eingewechselt wurde. Am 27. November 2010 erzielte er beim 1:1-Unentschieden im Auswärtsspiel bei Willem II in Tilburg seinen ersten Ligatreffer. Bis zum Saisonende kam er – meist als Innenverteidiger, gelegentlich im defensiven Mittelfeld – zu 25 Liga- sowie zwei Pokaleinsätzen für Excelsior, viermal durfte er in den Relegationsspielen antreten.
Zur Saison 2011/12 holte Feyenoord den erstarkten Ramsteijn zurück zum erfolgreicheren Rotterdamer Verein. Hier nahm er den Konkurrenzkampf mit den etablierten Verteidigern Stefan de Vrij und Nationalspieler Ron Vlaar auf. Zur Rückrunde 2012/13 wurde er an VVV-Venlo ausgeliehen, konnte bei zwölf Einsätzen in der Liga und einem in den Playoffs jedoch den Abstieg der Grenzstädter nicht verhindern. Nach dem ersten Spieltag der Saison 2013/14, an dem er nicht zum Einsatz kam, verlieh ihn Feyenoord erneut, dieses Mal für die gesamte Spielzeit an den Zweitligisten und Lokalrivalen Sparta Rotterdam.

## Nationalmannschaft
Ramsteijn wurde ab der U-15 regelmäßig in nationale Jugendauswahlen berufen. Nach seinem letzten Einsatz in der U-19 setzte für ihn international jedoch zunächst eine Pause ein. Erst Anfang November 2010 wurde Ramsteijn erstmals in die U-21-Mannschaft Jong Oranje berufen, nachdem er Verbandstrainer Cor Pot trotz seiner erst wenigen Einsätze bei Excelsior beeindruckt hatte. Er debütierte am 16. November beim 3:1-Sieg in Herning gegen die dänische U-21-Auswahl, als er nach der Pause für Bram Nuytinck eingewechselt wurde. Weitere Spiele kamen in dieser Saison dazu, unter anderem eine „schmerzende 1:3-Niederlage“ am 25. März 2011 in Sittard gegen die deutschen Altersgenossen. Perspektivisch ist Ramsteijn für Pot einer der Spieler für die U-21-Fußball-Europameisterschaft 2013 in Israel.